# 宝元栈乡
宝元栈乡，是中华人民共和国河北省承德市围场满族蒙古族自治县下辖的一个乡。

## 行政区划
宝元栈乡下辖以下地区：
宝元栈村、三道沟村、竹字下村、竹字上村、丰富沟村和三十五号村。